# Liste der Abgeordneten zum Kärntner Landtag (31. Gesetzgebungsperiode)
- SPÖ: 14
- GRÜNE: 5
- ÖVP: 5
- STRONACH: 4
- BZÖ: 2
- FPK: 6

Diese Liste der Abgeordneten zum Kärntner Landtag (31. Gesetzgebungsperiode) listet alle Abgeordneten zum Kärntner Landtag in der 31. Gesetzgebungsperiode (Stand: 20. Februar 2014) auf. Die Gesetzgebungsperiode begann mit der konstituierenden Sitzung des Landtags am 28. März 2013. Der Landtag wählte am Tag der Konstituierung die Landesregierung Kaiser I, die damit die Landesregierung Dörfler II ablöste.

## Geschichte
Nach der Landtagswahl 2013 entfielen von den 36 Mandaten 14 Mandate auf die Sozialdemokratische Partei Österreichs (SPÖ), die damit drei Mandate hinzugewinnen und erstmals seit 1994 wieder bei einer Landtagswahl in Kärnten die relative Mehrheit erreichen konnte. Zweitstärkste Partei wurden Die Freiheitlichen in Kärnten (FPK), die 2009 fast eine absolute Mehrheit besessen hatten und nach einer erdrutschartigen Niederlage bei der Wahl 2013 nur noch sechs Mandate erzielten. Die Österreichische Volkspartei (ÖVP) konnte ihre fünf Mandate halten, Die Grünen Kärnten (GRÜNE) ihren Mandatsstand von zwei auf fünf Mandate mehr als verdoppeln. Erstmals 2013 schaffte es auch das Team Stronach (TS) mit vier Mandaten in den Landtag, zudem erreichte das Bündnis Zukunft Österreich (BZÖ) zwei Mandate.
Nach der Landtagswahl bildeten SPÖ, ÖVP und Grüne eine gemeinsame Koalition, die im Kärntner Landtag mit 24 Mandaten über eine Zwei-Drittel-Mehrheit verfügt. Dadurch sind die drei Parteien in der Lage, Landesverfassungsgesetze zu ändern und beispielsweise das Proporzsystem abzuschaffen.
Im Juli 2017 traten mit Johanna Trodt-Limpl und Wilhelm Korak die bundesweit letzten beiden Landtagsabgeordneten des BZÖ aus der Partei aus.

## Funktionen

### Landtagspräsidenten
Nach der Wahlniederlage der Kärntner Freiheitlichen kam es zu stärkeren Veränderungen im Landtagspräsidium des Kärntner Landtags, wobei die Positionen der Landtagspräsidenten nach dem Proporzsystem vergeben wurde.
- Statt des bisherigen Landtagspräsidenten Josef Lobnig (FPK) wurde der bisherige SPÖ-Klubobmann Reinhart Rohr mit 24 von 36 Stimmen zum neuen Landtagspräsidenten gewählt.
- Die Funktion des 2. Landtagspräsidenten übernahm wie bereits in der abgelaufenen Legislaturperiode der SPÖ-Abgeordnete Rudolf Schober. Er war mit 25 gültigen Stimmen in seinem Amt bestätigt worden.
- In das Amt des 3. Landtagspräsidenten wurde der bisherige 1. Landtagspräsident Lobnig gewählt. Er konnte bei seiner Wahl lediglich 13 gültige Stimmen auf sich vereinigen.

### Landtagsabgeordnete
Durch die Umwälzungen infolge der Landtagswahl 2013 waren von den 36 Landtagsabgeordneten zu Beginn der Legislaturperiode 20 Abgeordnete erstmals im Kärntner Landtag vertreten. Lediglich acht Abgeordnete waren weiblich. Von den Parteien wiesen die Kärntner Grünen mit drei Frauen die höchste Anzahl weiblicher Abgeordnete und mit 60 % zudem die höchsten Frauenquote aller Parteien auf. Die SPÖ stellte zwei weibliche Abgeordnete (14 %), die ÖVP (20 %), das BZÖ (50 %) und das Team Stronach (25 %) je eine. In der FPK war kein Abgeordneter zu Beginn der Legislaturperiode weiblich. Mit Zalka Kuchling (GRÜNE) und Alois Dolinar (TS) finden sich zwei Vertreter der slowenischen Minderheit im Landtag.
| Name                 | Fraktion | Fraktion | Anmerkungen                                                                              |
| -------------------- | -------- | -------- | ---------------------------------------------------------------------------------------- |
| Anton Hannes         |          | FPÖ      | schied mit 31. Dezember 2014 aus dem Kärntner Landtag aus                                |
| Dolinar Alois        |          | TS       | am 28. März 2013 als Nachfolger von Gerhard Köfer angelobt, Mandatsverzicht im Juli 2013 |
| Ebner Manfred        |          | SPÖ      | am 28. März 2013 als Nachfolger eines SPÖ-Regierungsmitglieds angelobt                   |
| Gaggl Herbert        |          | ÖVP      |                                                                                          |
| Hueter Ferdinand     |          | ÖVP      |                                                                                          |
| Holub Rolf           |          | GRÜNE    | Mandatsverzicht nach Wahl in die Landesregierung am 28. März 2013                        |
| Johann Michael       |          | GRÜNE    | am 28. März 2013 als Nachfolger von Rolf Holub angelobt                                  |
| Kaiser Peter         |          | SPÖ      | Mandatsverzicht nach Wahl in die Landesregierung am 28. März 2013                        |
| Köchl Klaus          |          | SPÖ      |                                                                                          |
| Köfer Gerhard        |          | TS       | Mandatsverzicht nach Wahl in die Landesregierung am 28. März 2013                        |
| Korak Wilhelm        |          |          | Austritt aus dem Kärntner BZÖ im Juli 2017                                               |
| Kuchling Zalka       |          | GRÜNE    |                                                                                          |
| Lebersorger Reinhard |          | GRÜNE    |                                                                                          |
| Leikam Günter        |          | SPÖ      |                                                                                          |
| Lesjak Barbara       |          | GRÜNE    |                                                                                          |
| Leyroutz Christian   |          | FPÖ      |                                                                                          |
| Lobnig Josef         |          | FPÖ      |                                                                                          |
| Malle Markus         |          | ÖVP      | am 28. März 2013 als Nachfolger von Wolfgang Waldner angelobt                            |
| Obex-Mischitz Ines   |          | SPÖ      |                                                                                          |
| Pirolt Franz         |          | FPÖ      | am 28. März 2013 als Nachfolger von Christian Ragger angelobt                            |
| Prasch Hartmut       |          | TS       |                                                                                          |
| Prettner Beate       |          | SPÖ      | Mandatsverzicht nach Wahl in die Landesregierung am 28. März 2013                        |
| Primus Hannes        |          | SPÖ      |                                                                                          |
| Ragger Christian     |          | SPÖ      | Mandatsverzicht nach Wahl in die Landesregierung am 28. März 2013                        |
| Redecsy David        |          | SPÖ      |                                                                                          |
| Rohr Reinhart        |          | SPÖ      |                                                                                          |
| Rohrer Waltraud      |          | SPÖ      |                                                                                          |
| Rutter Martin        |          | TS       | am 18. Juli 2013 für Alois Dolinar angelobt                                              |
| Schabus Karin        |          | ÖVP      |                                                                                          |
| Schalli Siegfried    |          | FPÖ      | nicht Mitglied des FPÖ-Klubs, bis 30. Oktober 2013 Mitglied des Team Stronach            |
| Schautzer Sabina     |          | GRÜNE    |                                                                                          |
| Scherwitzl Andreas   |          | SPÖ      | am 28. März 2013 als Nachfolger eines SPÖ-Regierungsmitglieds angelobt                   |
| Schober Rudolf       |          | SPÖ      |                                                                                          |
| Seiser Herwig        |          | SPÖ      |                                                                                          |
| Staudacher Christoph |          | FPÖ      |                                                                                          |
| Strauss Jakob        |          | SPÖ      |                                                                                          |
| Theuermann Isabella  |          | FPÖ      | Wechsel vom Team Stronach in den FPÖ-Klub mit 13. Dezember 2017                          |
| Tiefnig Alfred       |          | SPÖ      |                                                                                          |
| Trettenbrein Harald  |          | FPÖ      |                                                                                          |
| Trodt-Limpl Johanna  |          |          | Austritt aus dem Kärntner BZÖ im Juli 2017                                               |
| Waldner Wolfgang     |          | ÖVP      | Mandatsverzicht nach Wahl in die Landesregierung am 28. März 2013                        |
| Wieser Franz         |          | ÖVP      |                                                                                          |
| Zellot Roland        |          | FPÖ      | seit 5. Februar 2015 als Nachfolger von Hannes Anton                                     |
| Zoppoth Josef        |          | SPÖ      |                                                                                          |